# کروژبرک
کروژبرک (به چکی: Kružberk) یک منطقهٔ مسکونی در جمهوری چک است که در ناحیه اوپاوا واقع شده‌است. کروژبرک ۲۸۰ نفر جمعیت دارد.